# Agustín Morales Olaya
Agustín Morales Olaya (Turmequé, 28 de enero de 1875-Girardot, 6 de diciembre de 1941) fue un militar y político colombiano.
Morales fue ministro de gobierno y de guerra durante el gobierno de Enrique Olaya Herrera, su primo materno. Como militar, Morales participó en la Guerra de los Mil Días, de lado conservador, partido al que siguió siendo fiel hasta su muerte.

## Biografía
Se unió al Ejército a los 19 años y combatió en las Guerra Civil de 1895 y en la Guerra de los Mil Días, en ambas ocasiones al servicio del bando Conservador, donde logró alcanzar el rango de General.
Aunque primo del Presidente Liberal Enrique Olaya Herrera, estaba afiliado al Partido Conservador, y, como tal, se desempeñó como Ministro de Guerra sobre el final del gobierno de Miguel Abadía Méndez y el inicio del gobierno de Enrique Olaya Herrera. 
Durante su paso por ese ministerio, conformó un Cuerpo Especial de Colonización para la región del Amazonas, un plan que resultaba novedoso para esa época, pues el Ejército estaba concentrado en el centro del país y no en las fronteras. También creó un programa que promovió la vinculación de personas de todas las regiones del país a la Escuela Militar de Cadetes, buscando que cada departamento del país estuviera representado en las Fuerzas Militares, especialmente con alumnos de las áreas más apartadas. Así mismo, restringió el derecho al voto de los miembros activos de las Fuerzas Militares.
Durante el Gobierno de su primo también se desempeñó como Ministro de Gobierno entre 1931 y 1933, época en la cual construyó la carretera Girardot-Bogotá, y como Ministro de Industrias en carácter de Encargado.
Falleció en Girardot, Cundinamarca, en diciembre de 1941.

## Familia

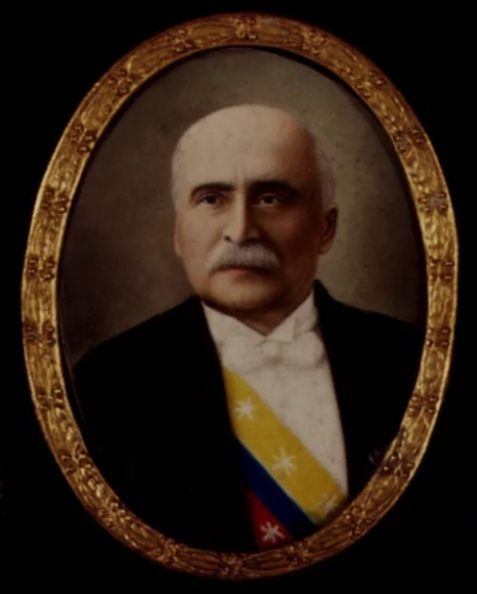
El suegro de su hermano Roberto era el expresidente Marco Fidel Suárez. Retrato presidencial de Suárez, 1918.

### Ascendencia
Agustín Morales Olaya nació en el seno de una familia tradicional de la actual Boyacá. Sus padres eran José María Morales Escobar, y María de las Mercedes Ifigenia Olaya Ricaurte, siendo el menor de cuatro hermanosː Roberto, Ana y Dolores Morales Olaya.
Su madre era hermana de Emeterio Lorenzo Justiniano Olaya Ricaurte, ambos descendientes del noble Jorge Tadeo Lozano, su padre Jorge Miguel Lozano, y sus parientes Antonio Ricaurte y Antonio Nariño. Por su hermandad con Emeterio Olaya, María Ifigenia era tía de Enrique Olaya Herrera, por tanto primo hermano de Agustín Morales. Olaya a su vez era primo quinto (pero no Agustín) de Alfonso López Pumarejo por línea materna.

### Líneas colaterales

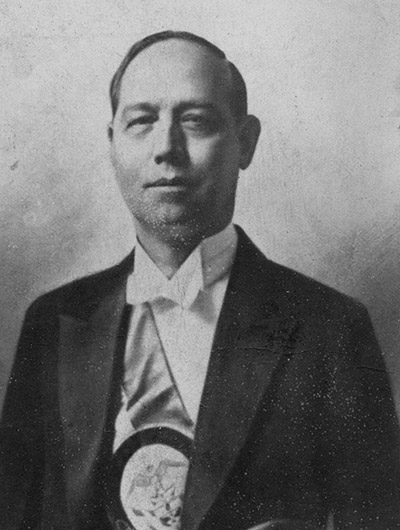
Su primo, el expresidente Enroque Olaya Herrera.

Su hermano mayor, Roberto, se casó con María Antonia Suárez Orrantía, primera dama protocolar de Colombia durante el gobierno de su padre, Marco Fidel Suárez, ya que su madre falleció antes de que Suárez alcanzara la presidencia en 1918. Suárez era nieta del hacendado José María Barrientos Jaramillo, quien reconoció tardíamente a Marco Fidel. También estaba emparentada con el banquero José Joaquín Pérez Orrantia, y con la familia Caro. 
Con María Suárez, Roberto tuvo a su hija, la historiadora de la familia Suárez Orrantía, Teresa Morales Suárez, casada a su vez con el empresario de la televisión Fernando Gómez Agudelo, cercano al general Gustavo Rojas Pinilla y su yerno, Samuel Moreno Díaz, lo que le permitió ser pionero de la televisión en Colombia.

### Matrimonio y descendencia
Agustín Morales Olaya se casó con María Bárcenas Castro, unión de la cual nacieron cinco hijosː María Ifigenia "Mímia", Emma, Antonio, Alberto y Ernesto Morales Bárcenas.